# Amblypomacentrus
Amblypomacentrus es un pequeño género de peces de la familia Pomacentridae, del orden Perciformes. Esta especie marina fue descubierta por Pieter Bleeker en 1877.

## Especies
Especies reconocidas del género:
- Amblypomacentrus breviceps (Schlegel & Müller, 1839)
- Amblypomacentrus clarus (Allen and Adrim, 2000)

### Lectura recomendada
- Prokofiev, A.M. 2004: Amblypomacentrus vietnamicus sp. n., a new damselfish from the South China Sea (Teleostei: Perciformes: Pomacentridae). Zoosystematica Rossica, 31(1): 121–123.